# 東急5000系電車 (初代)
東急5000系電車（とうきゅう5000けいでんしゃ）は、東京急行電鉄に在籍していた通勤形電車である。
- 本項では車両形式は以下の通りに取り扱う。
  - 「7000系」……1962年（昭和37年）登場の東急7000系電車（初代）

## 概要
東急車輛製造が1950年代に105両を製造し、東急では1986年まで、地方私鉄では2016年まで運行された。航空機の技術であるモノコック構造を応用した超軽量構造と、付随車を組み込んだMT編成を採用し、高性能化と製造コストの両立を図ったことが大きな特徴である。日本で初めて本格的に直角カルダン駆動方式を採用した鉄道車両である。
下ぶくれの車体と、ライトグリーン（萌黄色）1色に塗装されていたことからカエルを連想させ、「青ガエル」「雨ガエル」などの愛称で利用者に親しまれた。東急の鉄道線における普通鋼製車両は本系列が最後で、以降の新車はステンレス車体へ移行することとなった。
なお、この車体の丸みのためホームによっては大きく（30-35cmほど）隙間が空くことがあり、渋谷駅で1954年10月上旬に小学生がこの隙間に落ちる事故があった（ケガはなし）。
親しみを感じさせる外観から複数の車両が観光施設などで展示されており、熊本電気鉄道は動態保存している。
2002年に2代目5000系が登場してからは、本系列を「初代5000系」「旧5000系」と呼ぶケースも多い。また、クハ5150形は2代目にも存在する形式である（東横線用5050系の渋谷方先頭車）。

## 車両概説

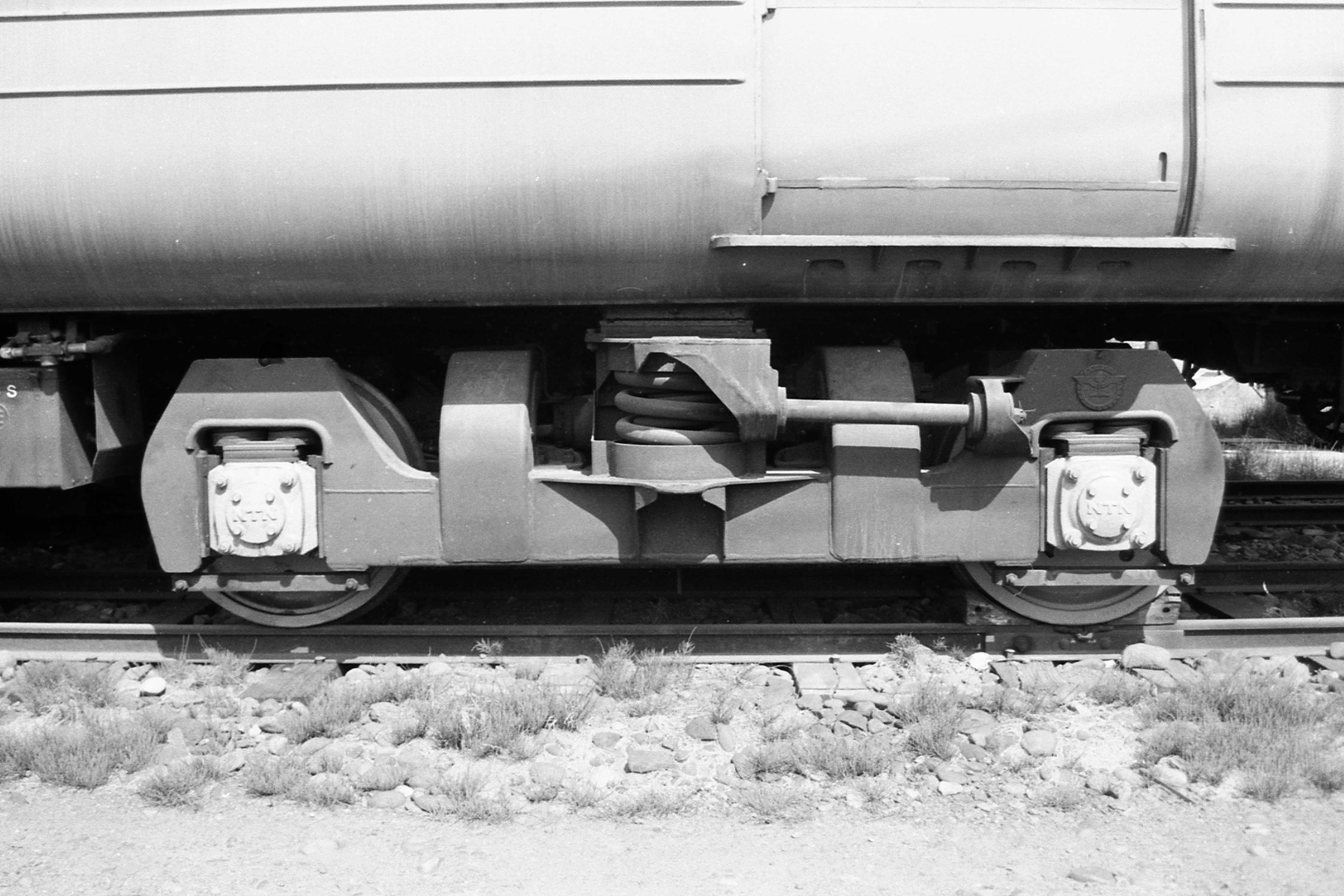
5000系が装備したTS-301型台車

### 車体
西鉄313形電車で採用されていたモノコック構造、高抗張力鋼を用いることで軽量車体を実現した。正面は形状はいわゆる湘南型の2枚窓で、窓上には白熱電球の1灯式前照灯、左右に標識灯と尾灯を装備する。
車体塗装はライトグリーン一色で、以降この色は東急の鋼製車の標準色として他形式も塗装変更が行われた。当初透明感のある彩度の高いものであったが、退色しやすいため後に彩度を落とした濃い色が使用された。
客用窓は当初、2段窓の下段を上昇させるとワイヤーで連動した上段窓が下降するいわゆる「釣瓶井戸」構造であったが、後に一般的な2段上昇窓、または上段下降・下段上昇2段窓に改造された。登場当初、乗降扉の窓は正方形に近い大窓であったが、後に横長の小窓に変更されている。また床下機器や台車も当初は明るいグレーであったが後に黒に変更され、以降の各形式も黒で統一されている。

### 内装
車内はロングシートで、蛍光灯にはカバー・露出式の両者の長所を持つルーバー方式を採用した。発電制動抵抗器の冷却風を客室内に導き、温風として暖房に使用する設計が取り入れられた。しかし抵抗器の熱に依存することから、出庫直後は抵抗器の帯熱が不充分で弱すぎる反面、帯熱してからは効きすぎるなど温度制御が難しいため、後年に通常の電熱暖房に改造された。

### 主要機器
主電動機は東芝製SE-518形直巻電動機（定格出力110kW、端子電圧750V、電流162A、定格回転数2,000rpm、最高許容回転数4,500rpm、最弱め界磁率50%）を採用し、定格速度を高く取り高速性能を確保した。出力は当初75kWの計画もあったが最終的には110kWとなった。
主幹制御器の段数は4段であり、1 - 3ノッチは通常の直並列制御であるが最終4ノッチは限流値が引き上げられ、起動加速度が引き上げられる。本形式に採用されたPE-11形電動カム軸式抵抗制御器は、後に国鉄のCS12形制御器のモデルとなり、さらに改良されて国鉄の電車用抵抗制御器の決定版となるCS15形へと発展した。制御段数は直列12段、並列11段、弱め界磁3段、発電制動20段である。弱め界磁制御は高速域のみならず加速を滑らかにするため発進時にも弱め界磁を使用する「弱め界磁起動」装置が導入された。弱め界磁は高速域でも当初使用されていたが終期には発進時のみ使用されるようになった。
主抵抗器はカバーで覆われ、電動発電機に取り付けられたファンで冷却する強制風冷式で、東急では本形式と5200系のみでの採用となった。
ブレーキは発電制動併用自動空気制動を採用。ブレーキハンドルを「全弛め」位置に回すと空気制動も発電制動も動かず、「弛め」位置で発電制動の作動準備が行われ、「制動」位置に回すと発電制動が作動し、「重なり」に戻すと発電制動力が保たれる。その際、自動的に不足分のブレーキ力だけブレーキシリンダーに圧力が込められる、現在でいうところの「遅れ込め制御」機能が働く。発電制動が失効すると自動で空気制動が作動する。ブレーキシリンダーに込められる圧力は発電制動のノッチによって決まる。発電制動は時速5km/hぐらいまで作動する。
台車はTS-301型で、インダイレクト式の揺れ枕にボルスタアンカーを併用する当時としては先進的な設計だった。先述の通り直角カルダン方式であるため軸距は2,400mmと新型台車の中では長めであるが、重量は1基4,500kgと非常に軽い。
集電装置は東芝製PG16菱形パンタグラフを搭載する。
空気圧縮機（CP）は、従来のギヤ式に変わってベルト駆動式となり、独立した電動機と圧縮機がベルトで結合した3‐Y‐S型（DC1500V/容量1000l/min）を採用した。

## 形式

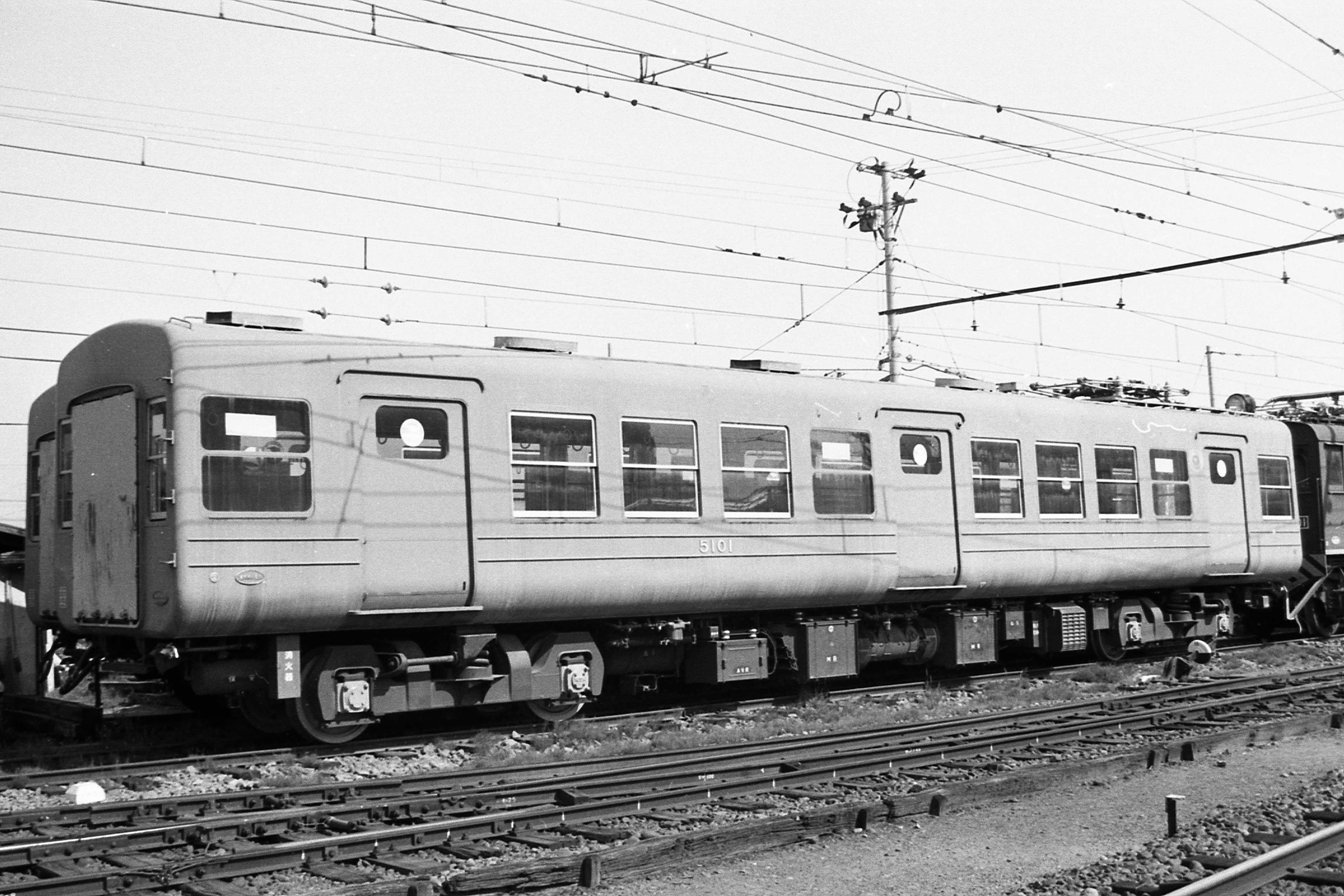
デハ5101

下記の4形式が製造された。
デハ5000形（5001 - 5055）
制御電動車。5001 - 5050はデハ5100形、サハ5350形と3・4連の基本編成を組んだ。1959年に製造された5051 - 5055は新製当初クハ5150形と編成を組んで増結用の2連で使用されたが、クハが長野電鉄へ譲渡されてからは5001 - 5050と同様に使用された。
デハ5100形（5101 - 5120）
1957年から東横線急行の4両編成での運転開始に伴い、4連化用に製造された中間電動車。
クハ5150形（5151 - 5155）
1959年に東横線急行の5両編成での運転が開始されたため、5051 - 5055とともに製造された増結用2連の制御車。長野電鉄への初回譲渡時に全車譲渡され、最初の消滅形式となった。
サハ5350形（5351 - 5375）
付随車で、当初は5001 - 5050による基本編成の中間に挟まれ3両編成を組成した。製造当初はサハ5050形（5051 - 5075）だったが、1959年にデハ5000形5051 - 5055が製造され、番号が重複するため、同年8月1日付でサハ5350形に形式変更・改番された。

## 運用の変遷
1954年10月14日に公式試運転が行なわれた後、東横線で10月16日に運用を開始した。5000系の3両編成が4本に達した後の1955年4月1日のダイヤ改正より、東横線に渋谷駅と桜木町駅を34分で結ぶ急行運転が再開された。急行運転開始後は車内放送装置にオープンリール式のテープレコーダーによる女性のアナウンスが流れるようになったが、メンテナンスの問題からすぐに使用が中止されている。急行は当初日中のみの運転で、終日運行されるようになったのは同年10月1日からである。1957年5月から、順次デハ5100形を組み込み4両編成化された。
1958年12月からはラジオ関東（当時）の放送を、誘導無線により受信した上で車内に流す試みを開始した。この放送は1964年に取り止めとなり、誘導無線は業務用無線に転用された。
1959年にはクハ5150形が登場し、デハ5000形に5050号が登場することによってサハ5050形はサハ5350形へ改番された。最終増備車両は1959年10月に入線したデハ5120で、5000系は合計105両となり、最長で6両編成を組んで運用された。

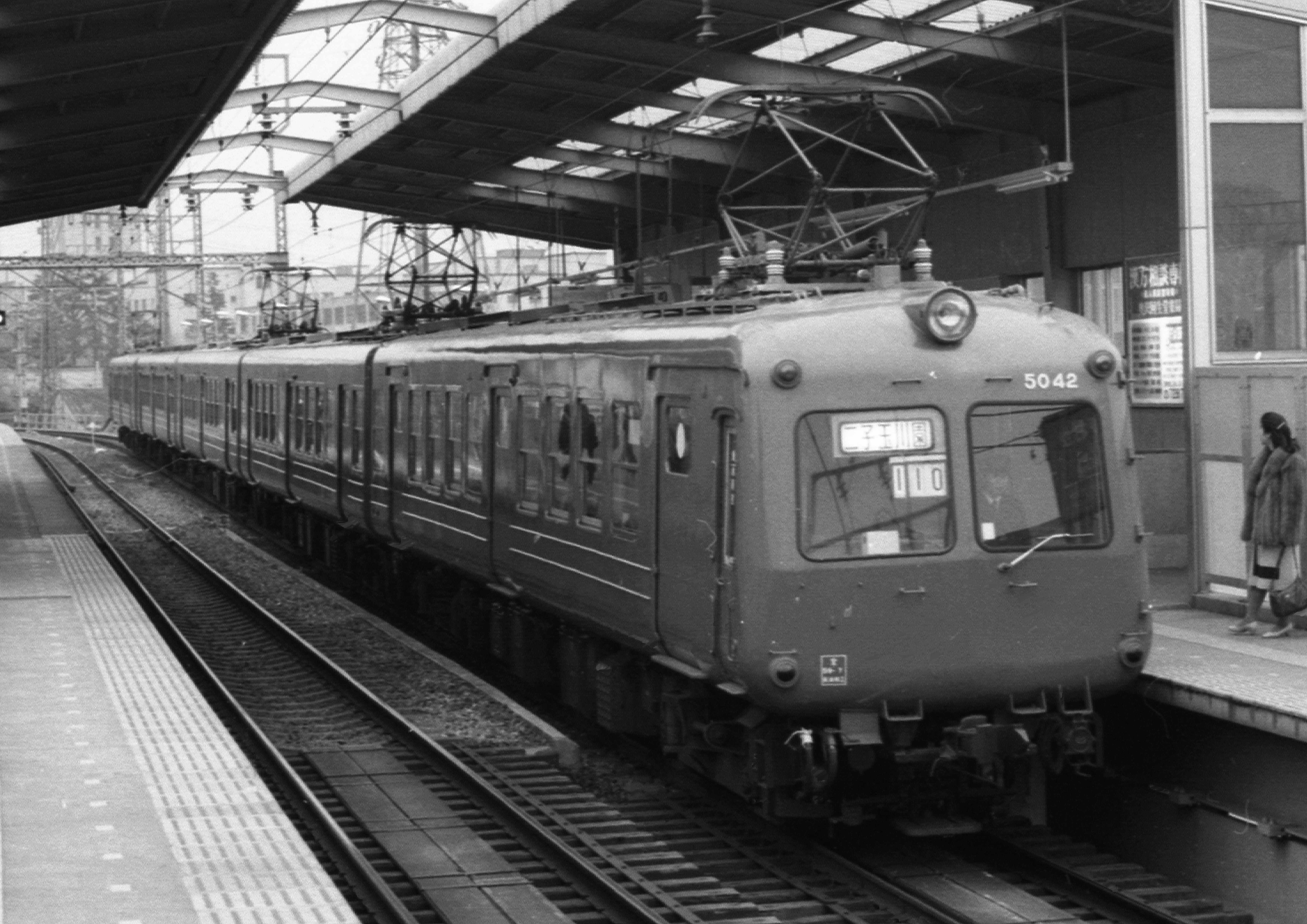
大井町線時代（1985年）

1970年に東急田園都市線から東横線に転属した7000系が急行に使用されるようになったため一部が田園都市線に転属した。

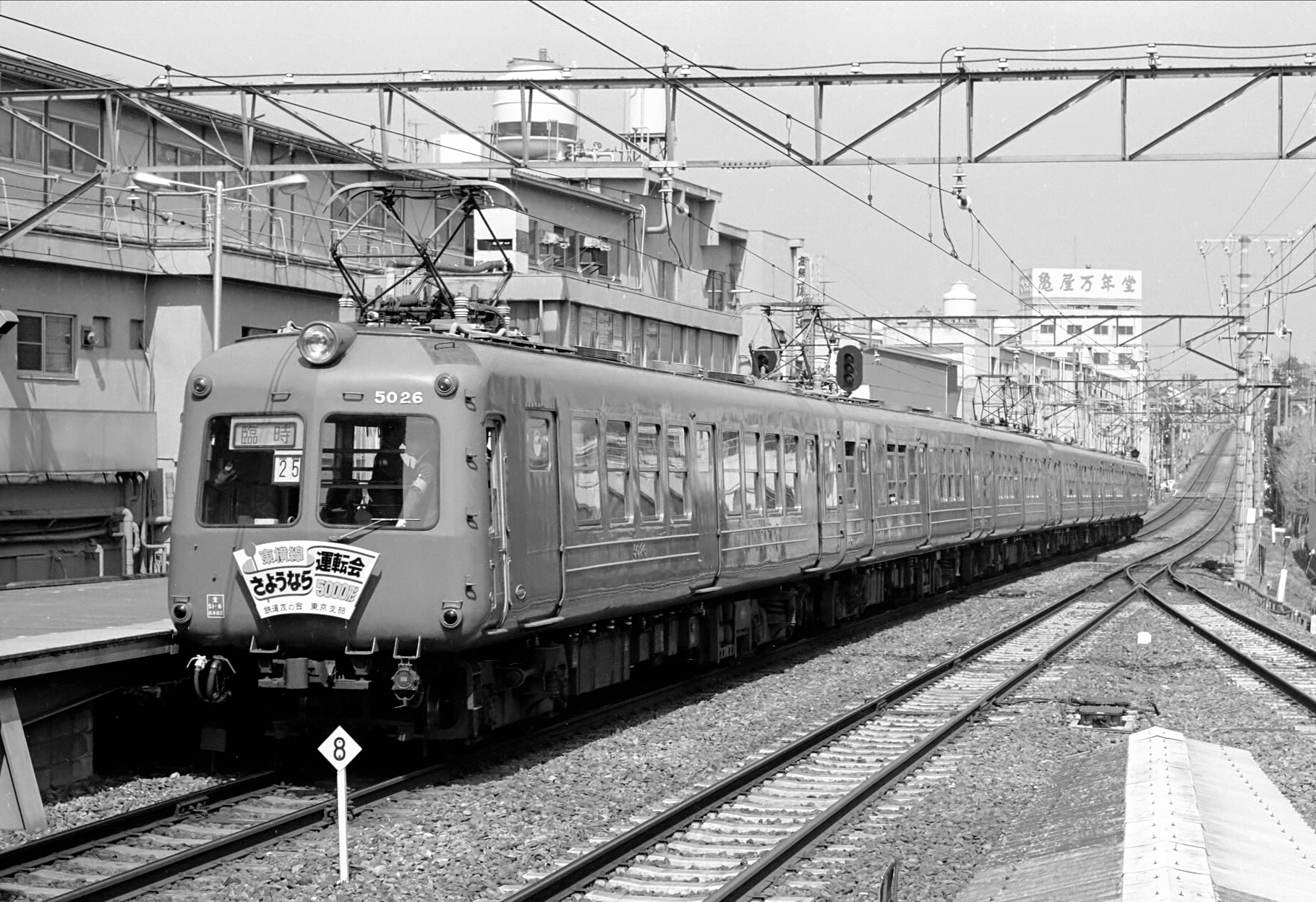
東横線でのさよなら運転（1980年）

1977年（昭和52年）より長野電鉄への譲渡が開始され、その後1980年（昭和55年）には福島交通への譲渡など徐々に保有数は減少した。
東急線では、1979年8月の田園都市線・新玉川線（当時）と東急大井町線との運転系統分離時に、大規模な車両の転配が行われた 。この時点で田園都市線・新玉川線は8500系に統一され、5000系は5両編成15本が大井町線に配置された。一方、東横線用は5000系が4両 + 2両、5200系4両 + 5000系 2両のわずか12両だけの配置となっていた。翌1980年、8000系列の増備に伴って新玉川線用から東横線に8033F・8035Fの5両編成2本が復帰したことで 、同年3月29日をもって東横線から撤退した。
大井町線では前述の1979年8月時点で全23編成中5000系が15編成と主力車両となっていたが、翌年以降は東横線への8000系や8090系の増備に伴い、捻出された7000系などに置き換えられる形で1985年3月中に運用を終了した。 大井町線では5両全車が電動車編成を組んだこともある。
東急目蒲線では東横線の運用終了後に配属が始まり、1980年4月15日より3両編成2本が運転を開始した。その後、目蒲線には最大3両編成9本が配置されていたが、1986年3月から5月にかけて大井町線から7200系が転入したことで 、同年6月18日を最後に営業運転を終了した。最後まで残っていた5047-5354-5050の3両編成は、5047号車に引退記念ヘッドマークを装着していた。
なお、東急池上線では、全長が18.5mの本系列は入線できなかった（5200系は入線実績あり）。

## 以後への技術的波及
本系列の注目点の一つとして、当初から付随車を組み込んだMT編成であることが挙げられる。直角カルダン駆動の大トルク電動車が、軽量なトレーラーを牽引することで、製造コストを低減できると同時に、カルダン駆動用の高速電動機による瞬間的な消費電力をある程度抑制することが可能であった。
この時期に現れたいわゆる「高性能電車」においては、起動加速度を2.7km/h/sから3.3km/h/sに引き上げるため全電動車方式を積極的に取り入れる例が多く存在した。具体的にはWN駆動方式と小形主電動機の組み合わせによるもので、特に同時期の1067mm狭軌の私鉄に良く見られる方式である。また日本国有鉄道（国鉄）のモハ90系電車（後の101系電車）も、駆動方式が違うものの同様の設計理念である（101系は中空軸平行カルダン駆動方式を採用していた）。しかしこの方式では製造費や給電施設の強化などの初期投資が割高で、急増し切迫する輸送需要に対応しなければならない状況では現実的でなかった。このため大半の鉄道事業者（国鉄を含む）ではMT編成の新車を大量生産する結果となった。
モノコックの車体構造、いわゆる張殻構造によるボディの軽量化は航空機では一般的だが、鉄道車両用としての利用はその後も相鉄5000系電車などの例があるものの、最終的にはあまり広まらなかった。これは丸みの強い形状のため通常の電車と比較しても断面積が小さく、足元にまで曲面が現れる構造で混雑時の詰め込みが効かないことなどが問題となったためである。またモノコックの性質上、部分的な荷重・応力には弱いために、のちの冷房化など設備追加を伴う大規模な改造も困難であったことが結果的に世代交代を早める原因となった。また、腐食・老朽によるダメージも通常より大きいものとなるため整備コストが上がり、大型の車体には導入しにくいなどの問題もある。このような理由から、鉄道車両においてモノコック構造の応用はあまり進まず、セミ・モノコック構造（準張殻構造）が多用されるようになった。

## 他鉄道事業者への譲渡

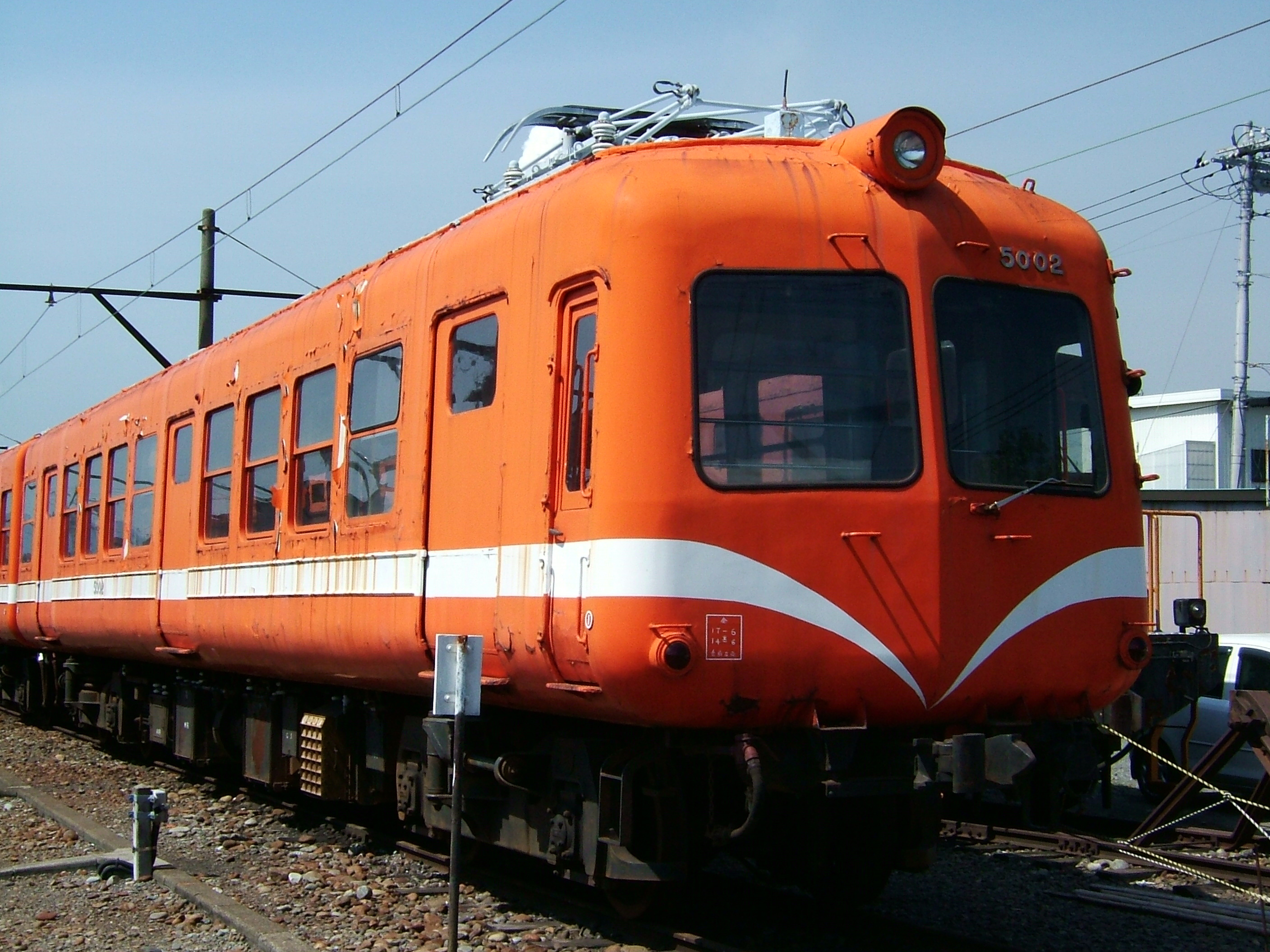
岳南鉄道への譲渡車両
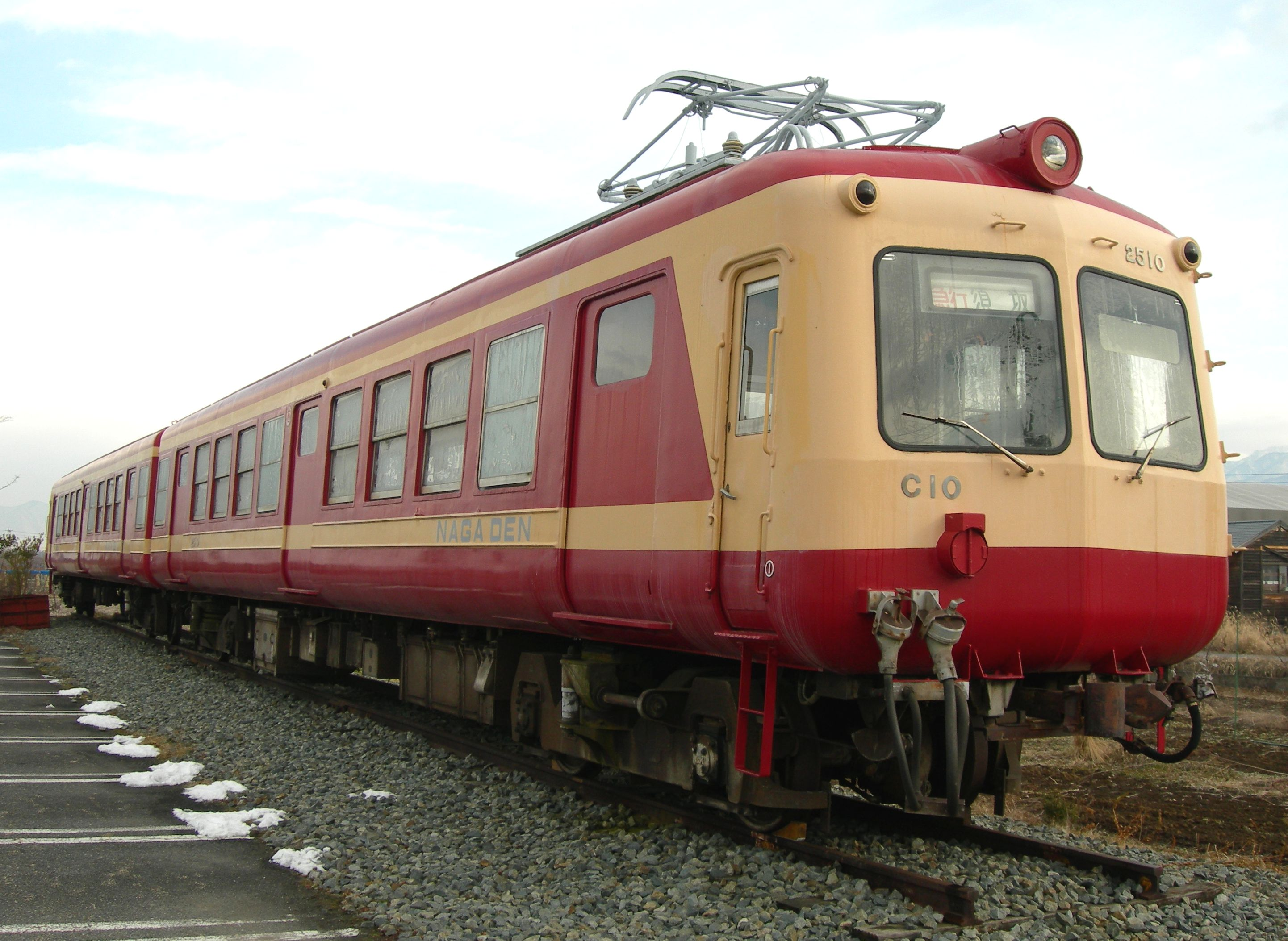
長野電鉄への譲渡車両
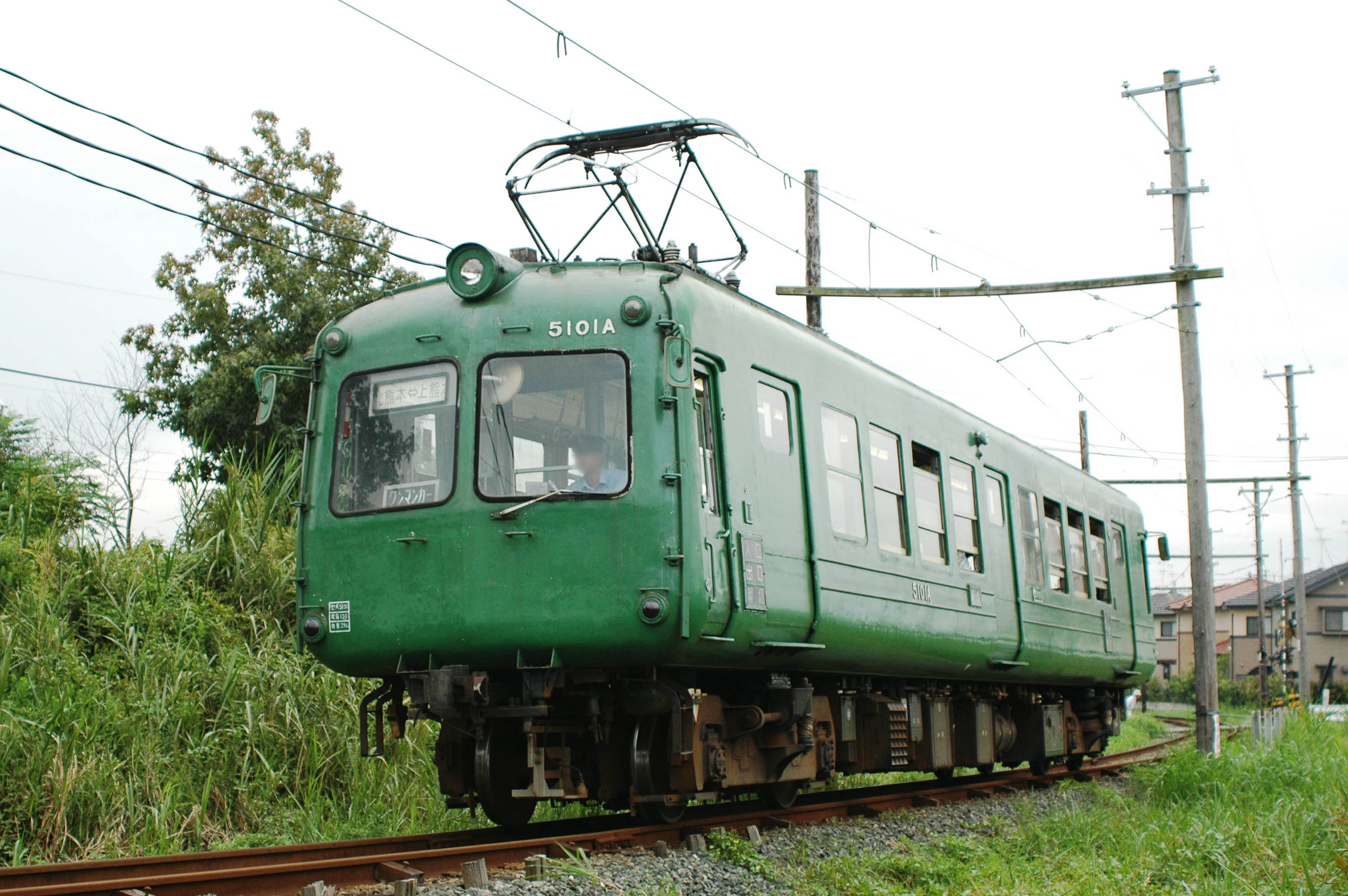
熊本電気鉄道への譲渡車両
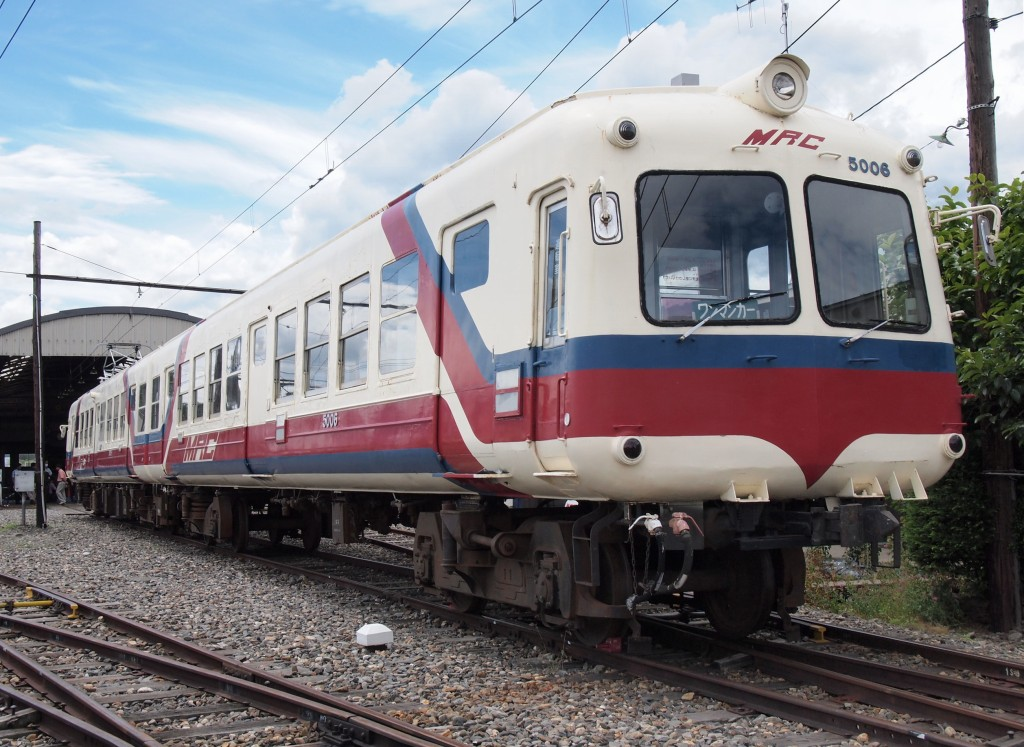
松本電気鉄道への譲渡車両
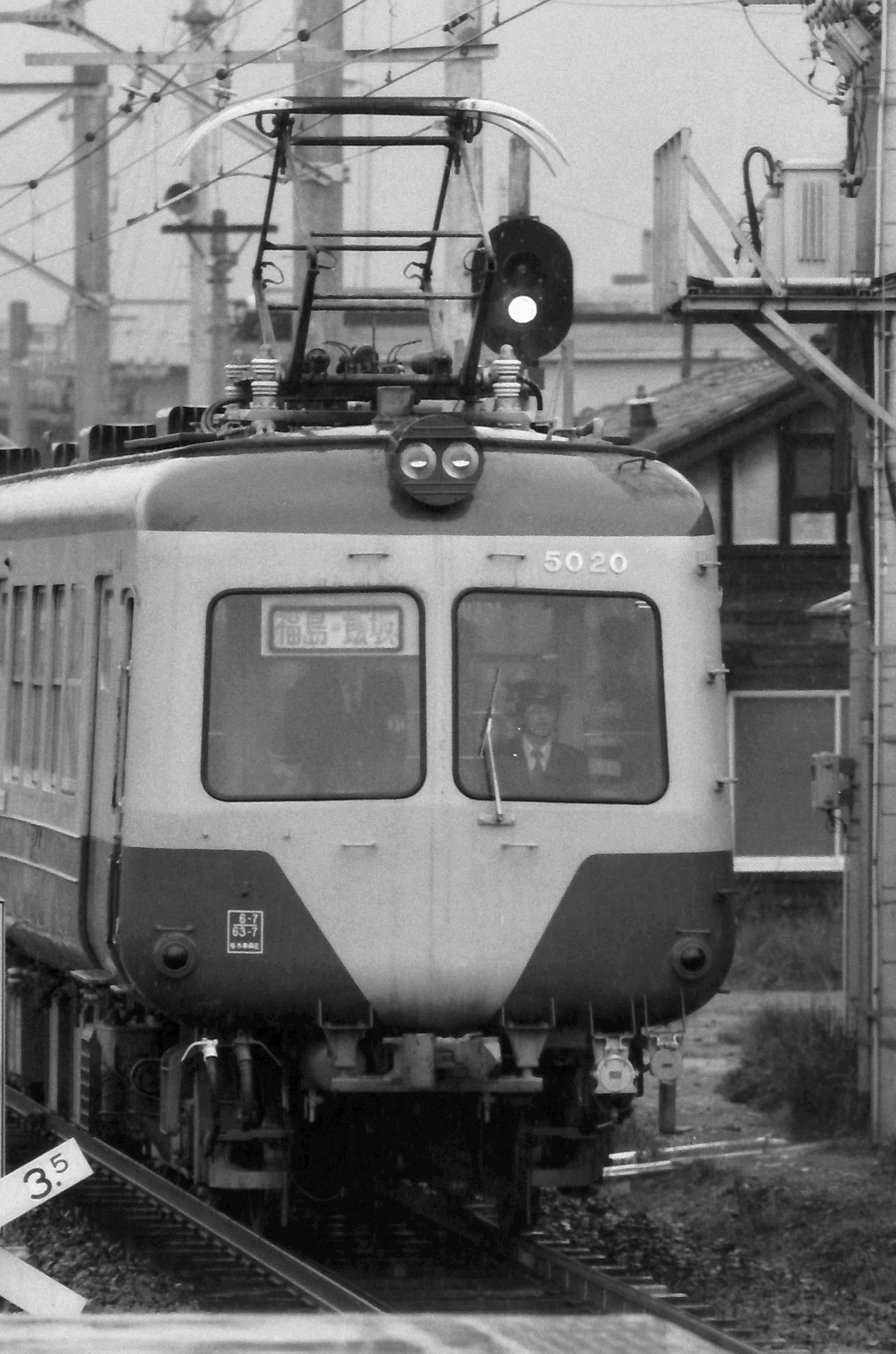
福島交通への譲渡車両
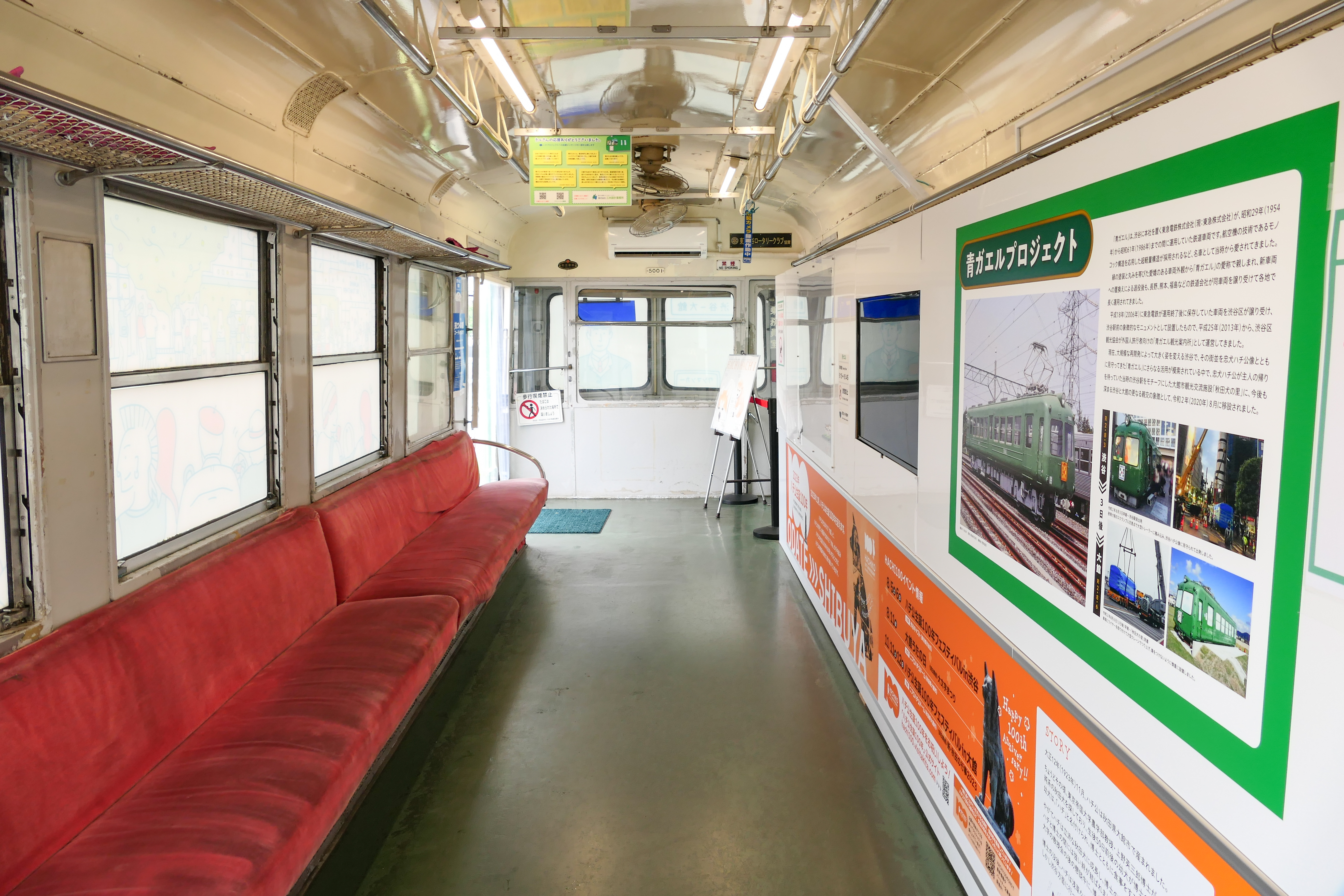
デハ5001の車内（2023年7月）
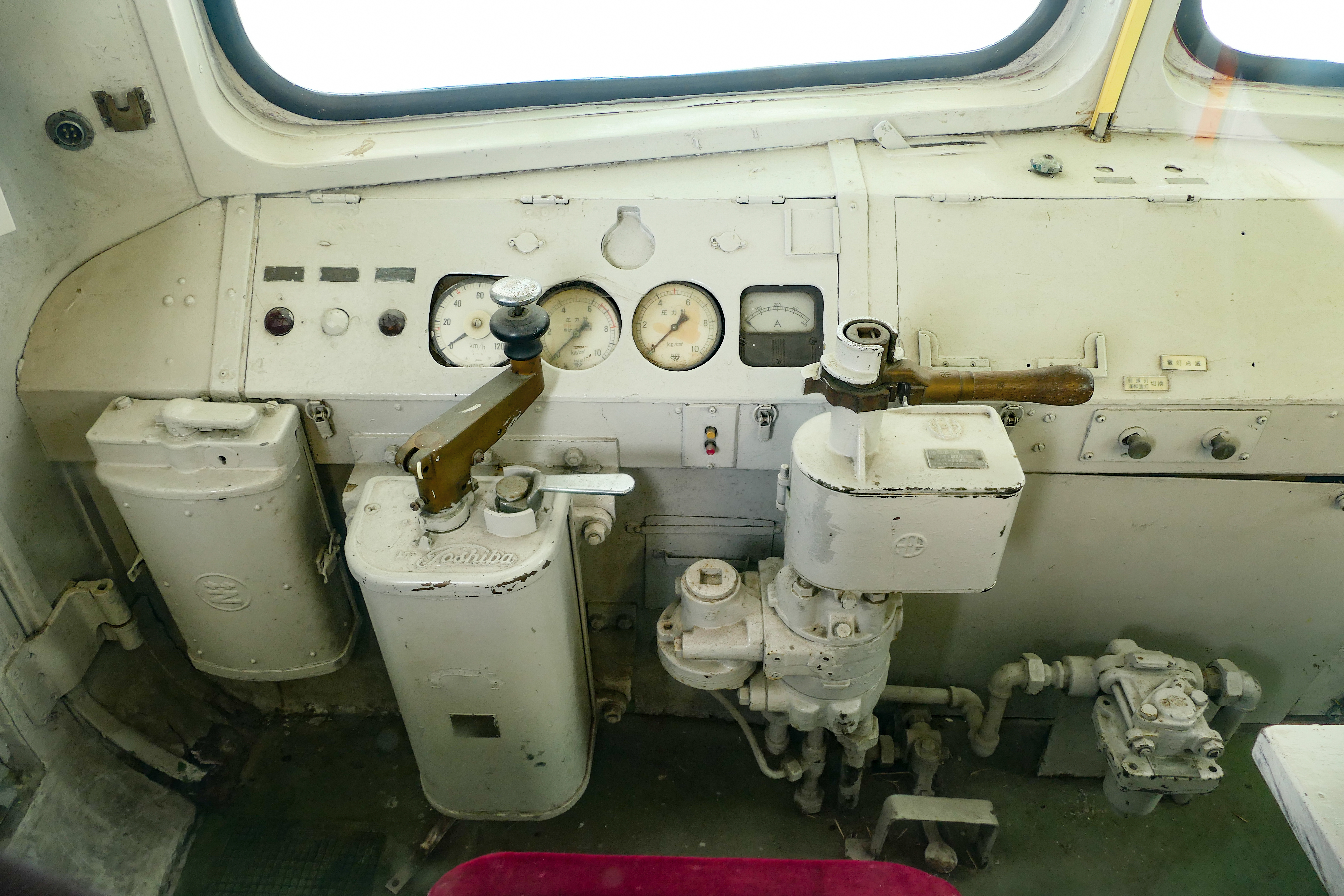
デハ5001の運転席（2023年7月）

東急で運用を離脱した後に、旧型車の置き換え・サービス向上のために64両が長野県や福島県、熊本県などの私鉄に譲渡された。これだけ大量の車両が譲渡された理由として、車齢が浅かったことのほか、軽量のため橋梁など重量制限のある構造物への支障がない、1M方式のため短編成が組みやすいなどの特徴から、地方私鉄でも導入しやすい車両であったことが挙げられる。しかし上述した欠点や、直角カルダン駆動の保守部品調達も難しくなってきたことから、京王3000系などに代替された。最後まで残っていた熊本電気鉄道の1両の運用も2016年（平成28年）2月14日をもって終了し、譲渡された車両全てが営業運転を終えた。
以下に譲渡車両の一覧を記す。詳細は各車の記事を参照。
長野電鉄 2500系・2600系
長野線の一部区間地下化に伴い1977年（昭和52年）から1985年（昭和60年）にかけて2両編成（2500系）10本、3両編成（2600系）3本の計29両を譲渡した。塗色変更により長野電鉄の従来の車両と同様赤色基調の塗装となり、「赤ガエル」と呼ばれた。1998年（平成10年）までに廃車となっている。
福島交通 デハ5000形（2代目）
1980年（昭和55年）と1982年（昭和57年）に2両編成2本4両を譲渡した。1991年（平成3年）に飯坂線の昇圧により7000系に置き換えられ、その他の同社在来車両とともに廃車となった。
岳南鉄道 5000系
1981年（昭和56年）に2両編成4本を譲渡し、同社の旧形車両を全て置き換えた。先頭車両が不足したため一部の先頭車は中間車の改造により製作しているが、外観はもとからの先頭車とほぼ同じである。1997年（平成9年）に7000形に置き換えられ、予備車として残っていた編成も2006年（平成18年）に廃車となり、後に解体された。
熊本電気鉄道 5000形
1981年に2両編成1本を譲渡し、続いて1985年に先頭車4両を両運転台化・ワンマン運転対応化改造の上で譲渡した。両運転台化改造された4両は新設した運転台の側の前面形状が切妻貫通型となっている。両運転台化改造を施した車両が北熊本駅 - 上熊本駅間の区間運転用として運用されていたが、2015年3月16日より運行開始した01形に置き換えられ、2016年2月14日をもって運用を終了した。
上田交通（現・上田電鉄） クハ290形・5000系
1983年（昭和58年）にサハ5350形2両を制御車に改造し、クハ290形として導入した。元の車体構造を残したまま運転台を取り付け前面形状は非貫通型とし、「平面ガエル」と呼ばれた。その後1986年（昭和61年）に別所線が昇圧されたためクハ290形は他の旧形車とともに廃車となり、トップナンバーのデハ5001を含む2両編成4本を改めて譲渡した。1993年（平成5年）に7200系に置き換えられ廃車となっている。
松本電気鉄道（現・アルピコ交通） 5000形
1986年（昭和61年）に2両編成4本を譲渡し、同時に昇圧も実施して従来の車両を全て置き換えた。後に2両が両運転台化されたが、3000形の導入により2000年（平成12年）までに全廃された。
また、台車（TS301）が伊豆急行と西日本鉄道（西鉄）に譲渡されている。伊豆急行には1982年に譲渡され、サハ173・174がこの台車に振り替えられた。西鉄には1986年に譲渡され、宮地岳線（現・貝塚線）の120形のカルダン駆動化に使用された。1991年に120形が廃車となった後は天神大牟田線から転属した600形に転用された。伊豆急行・西鉄ともに現在では台車は廃棄されている。

## 保存車両

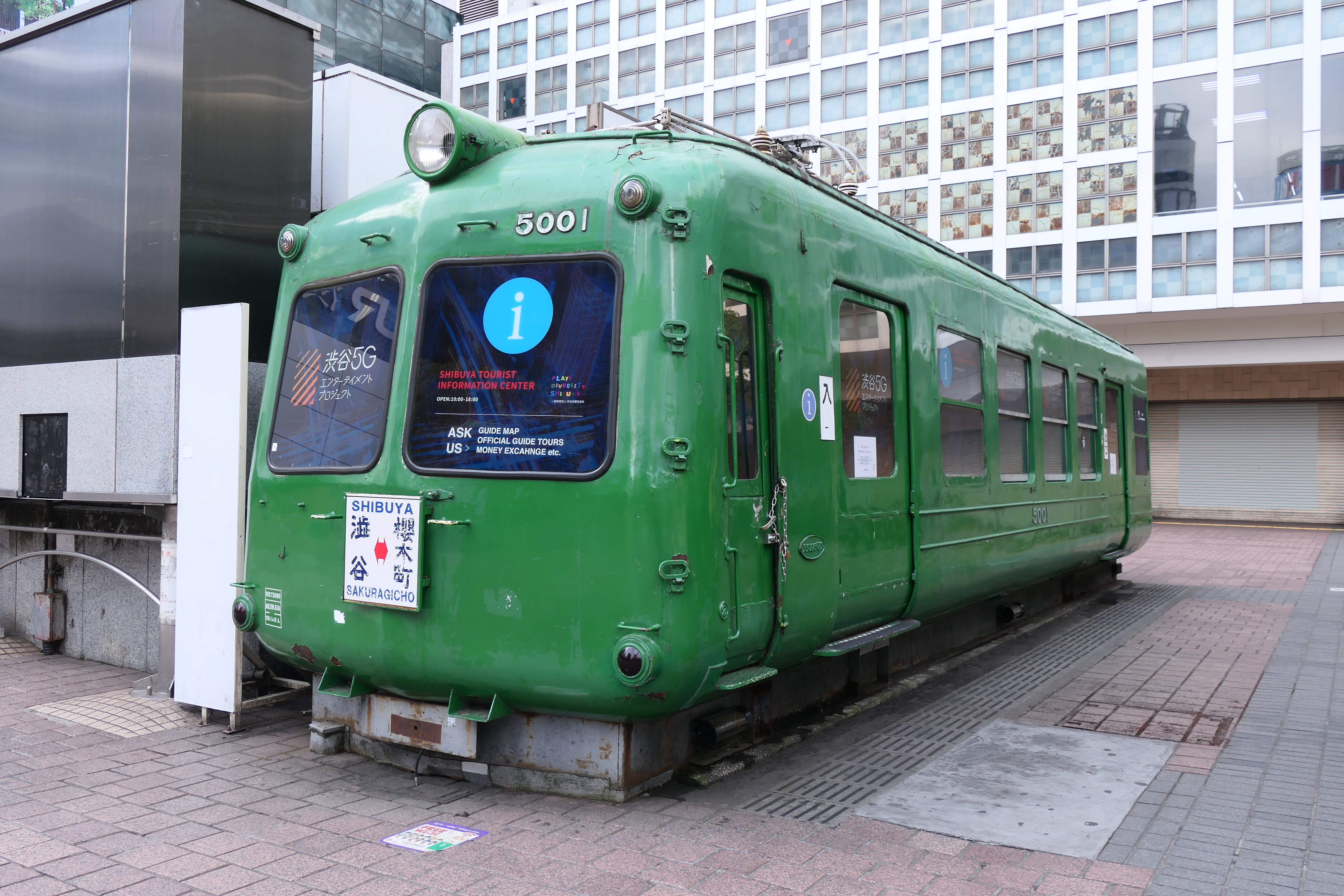
渋谷駅前に設置されていたデハ5001号車（車体のみ、カットボディ）

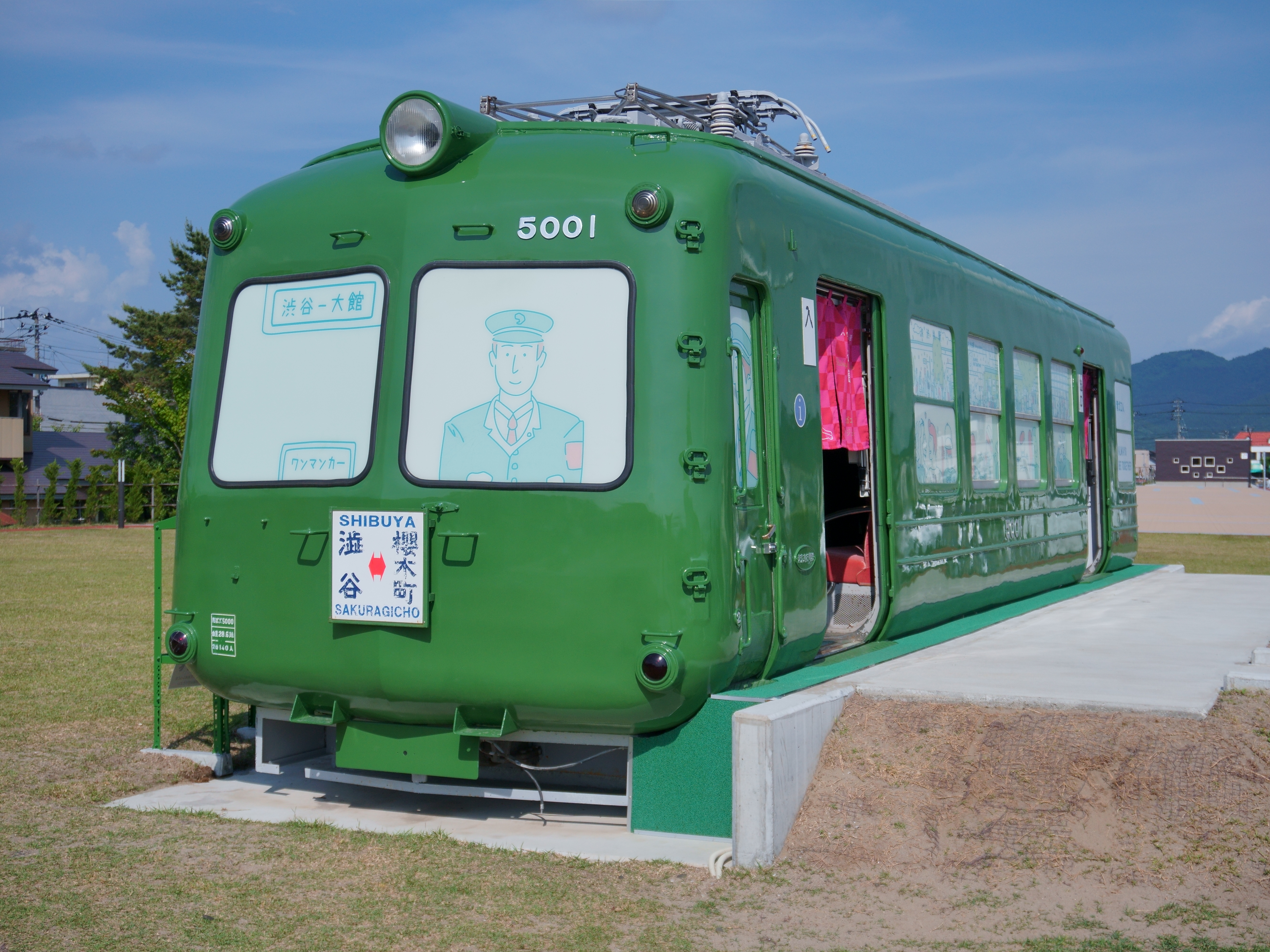
渋谷駅前から秋田県大館市「秋田犬の里」に移設されたデハ5001号

製造された105両のうち、2022年4月時点で6両が現存する。
デハ5001号は譲渡先の上田交通で1993年（平成5年）に廃車となった後、静態保存のため東急に返却され、登場時の緑塗装に復元の上、長津田検車区での保存を経て、東急車輛製造の構内で保管されていた。2006年（平成18年）10月26日からは渋谷駅ハチ公口前で車体後部をカットし、台車や床下機器を取り外した状態で観光案内所として使用されることとなり、昔の渋谷駅の写真とともに展示された。
以降、忠犬ハチ公像とともにハチ公口のシンボルとなっていたが、渋谷駅周辺の再開発に伴い、2020年（令和2年）5月中旬をもって秋田県大館市の観光施設「秋田犬の里」へ移転することが発表された。実際には新型コロナウイルス感染症（COVID-19）流行の影響で延期され、同年8月3日に渋谷駅前より搬出、8月6日に大館へ到着した。その後、塗装や内装工事等を経て、2021年（令和3年）4月8日から一般公開された。
譲渡車では、松本電鉄に譲渡された車両のうち1編成2両が新村駅車両所構内にて東急時代の塗装に戻され静態保存されていたが、2020年（令和2年）3月24日に新村車庫より搬出され、群馬県前橋市富士見町赤城高原へ移設された。熊本電気鉄道でも1両が北熊本駅構内で動態保存されている。
長野電鉄に譲渡された車両のうち1編成2両が「トレインギャラリーNAGANO」（長野県須坂市）の駐車場内に展示され閉業後も残置されていたが、東急車両製造の流れを汲む総合車両製作所がこのうち1両（東急時代車号デハ5015）を2022年に取得し、2023年にかけて横浜事業所で復原保存する予定である。2025年7月31日、日本機械学会により「円弧状車体で軽量化を実現した」ことから機械遺産（第128号）に認定された。

## その他

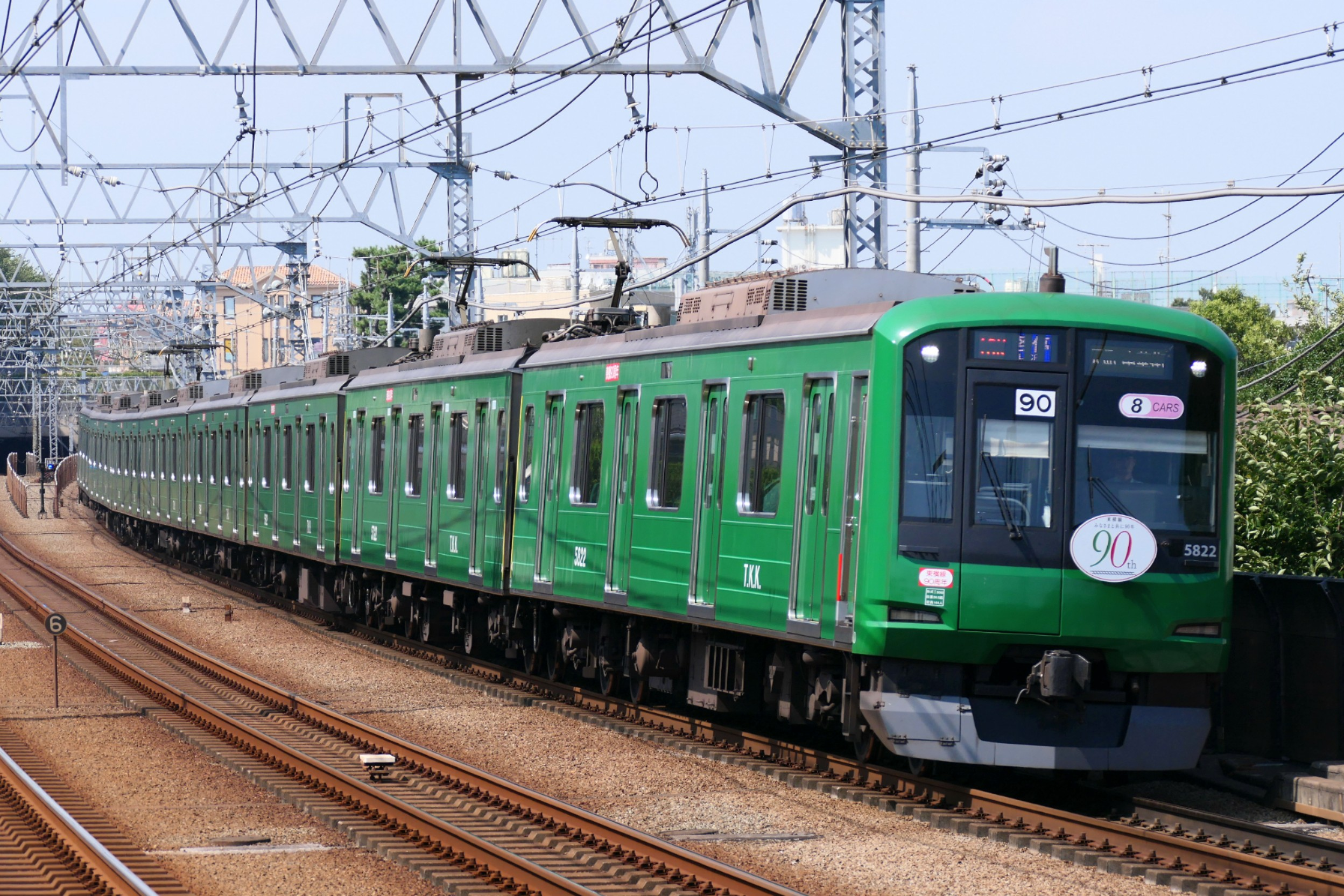
本形式を模したラッピングが施された5000系（2代）5122F

- 現行5000系の5122Fは2017年9月より、本系列を模したラッピングが施されている。これは東横線開通90周年を迎えるにあたって企画されたもので、補強帯や前面の検査表記も再現している。当初2018年8月で終了予定だったが、好評により2019年8月までに延長されたのち[30]、同年9月には装飾を小変更し、更なる運行継続が発表された[31]。